# Cacic dorsi-rogenc
El cacic dorsi-rogenc (Psarocolius angustifrons) és un ocell de la família dels ictèrids (Icteridae).

## Hàbitat i distribució
Habita la selva pluvial de Sud-amèrica, a l'oest, centre, nord i nord-est de Colòmbia, Equador, nord de Veneçuela i Bolívia.

## Taxonomia
Alguns autors consideren que la població del nord de Veneçuela central, és una espècie de ple dret:
- Psarocolius oleagineus (Sclater, PL, 1883) - cacic becverd[3]